# Adolphe Chapuis
Pour les articles homonymes, voir Chapuis.
Charles Nicolas Adolphe Chapuis, né le 18 juin 1812 à Duggingen et mort à une date et un lieu inconnus, est un astronome amateur suisse.

## Biographie
Conducteur des ponts et chaussées, il est connu pour une carte de la Lune établie en 1860 avec Henri Lecouturier, carte mentionnée par Jules Verne dans le chapitre X de son roman Autour de la Lune. 
Rédacteur de la revue L'Industrie (1865), il prend sa retraite en 1873 à Belfort puis sa trace se perd. 
Il ne doit pas être confondu avec Adolphe Achille Abraham (1853-1926), chimiste, à qui l'on doit diverses études sur la toxicologie.

## Publication
- La Lune : description et topographie  (en collaboration avec Henri Lecouturier), Paris, Librairie Centrale des Sciences, 1860, 102 p., 17 cm (OCLC 749416587, lire en ligne).